# Grand Prix Japonii 2023
Grand Prix Japonii 2023, oficjalnie Formula 1 Lenovo Japanese Grand Prix 2023 – formalnie siedemnasta runda Mistrzostw Świata Formuły 1 w sezonie 2023. Weekend Grand Prix odbył się w dniach 22–24 września 2023 na torze Suzuka International Racing Course w Suzuce. Wyścig, po starcie z pole position, wygrał Max Verstappen (Red Bull Racing), a na podium kolejno stanęli kierowcy McLarena – Lando Norris oraz Oscar Piastri.

## Lista startowa
| Nr          | Kierowca         | Zespół                                | Samochód                          | Silnik              | Opony |
| ----------- | ---------------- | ------------------------------------- | --------------------------------- | ------------------- | ----- |
| 1           | Max Verstappen   | Oracle Red Bull Racing                | Red Bull RB19                     | Honda RBPTH001      | P     |
| 2           | Logan Sargeant   | Williams Racing                       | Williams FW45                     | Mercedes-AMG F1 M14 | P     |
| 4           | Lando Norris     | McLaren F1 Team                       | McLaren MCL60                     | Mercedes-AMG F1 M14 | P     |
| 10          | Pierre Gasly     | BWT Alpine F1 Team                    | Alpine A523                       | Renault E-Tech RE23 | P     |
| 11          | Sergio Pérez     | Oracle Red Bull Racing                | Red Bull RB19                     | Honda RBPTH001      | P     |
| 14          | Fernando Alonso  | Aston Martin Aramco Cognizant F1 Team | Aston Martin AMR23                | Mercedes-AMG F1 M14 | P     |
| 16          | Charles Leclerc  | Scuderia Ferrari                      | Ferrari SF-23                     | Ferrari 066/10      | P     |
| 18          | Lance Stroll     | Aston Martin Aramco Cognizant F1 Team | Aston Martin AMR23                | Mercedes-AMG F1 M14 | P     |
| 20          | Kevin Magnussen  | MoneyGram Haas F1 Team                | Haas VF-23                        | Ferrari 066/10      | P     |
| 22          | Yūki Tsunoda     | Scuderia AlphaTauri                   | AlphaTauri AT04                   | Honda RBPTH001      | P     |
| 23          | Alexander Albon  | Williams Racing                       | Williams FW45                     | Mercedes-AMG F1 M14 | P     |
| 24          | Zhou Guanyu      | Alfa Romeo F1 Team Stake              | Alfa Romeo C43                    | Ferrari 066/10      | P     |
| 27          | Nico Hülkenberg  | MoneyGram Haas F1 Team                | Haas VF-23                        | Ferrari 066/10      | P     |
| 31          | Esteban Ocon     | BWT Alpine F1 Team                    | Alpine A523                       | Renault E-Tech RE23 | P     |
| 40          | Liam Lawson      | Scuderia AlphaTauri                   | AlphaTauri AT04                   | Honda RBPTH001      | P     |
| 44          | Lewis Hamilton   | Mercedes-AMG PETRONAS F1 Team         | Mercedes-AMG F1 W14 E Performance | Mercedes-AMG F1 M14 | P     |
| 55          | Carlos Sainz Jr. | Scuderia Ferrari                      | Ferrari SF-23                     | Ferrari 066/10      | P     |
| 63          | George Russell   | Mercedes-AMG PETRONAS F1 Team         | Mercedes-AMG F1 W14 E Performance | Mercedes-AMG F1 M14 | P     |
| 77          | Valtteri Bottas  | Alfa Romeo F1 Team Stake              | Alfa Romeo C43                    | Ferrari 066/10      | P     |
| 81          | Oscar Piastri    | McLaren F1 Team                       | McLaren MCL60                     | Mercedes-AMG F1 M14 | P     |
| Źródło: FIA |                  |                                       |                                   |                     |       |

## Wyniki

### Zwycięzcy sesji treningowych
| Sesja       | Nr | Kierowca       | Konstruktor                | Czas     | Okr. |
| ----------- | -- | -------------- | -------------------------- | -------- | ---- |
| 1           | 1  | Max Verstappen | Red Bull Racing-Honda RBPT | 1:31,647 | 25   |
| 2           | 1  | Max Verstappen | Red Bull Racing-Honda RBPT | 1:30,688 | 19   |
| 3           | 1  | Max Verstappen | Red Bull Racing-Honda RBPT | 1:30,267 | 12   |
| Źródło: FIA |    |                |                            |          |      |

### Kwalifikacje
| P                    | Nr | Kierowca         | Konstruktor                  | Czasy w kwalifikacjach | Czasy w kwalifikacjach | Czasy w kwalifikacjach | Poz. s. |
| P                    | Nr | Kierowca         | Konstruktor                  | Q1                     | Q2                     | Q3                     | Poz. s. |
| -------------------- | -- | ---------------- | ---------------------------- | ---------------------- | ---------------------- | ---------------------- | ------- |
| 1                    | 1  | Max Verstappen   | Red Bull Racing-Honda RBPT   | 1:29,878               | 1:29,964               | 1:28,877               | 1       |
| 2                    | 81 | Oscar Piastri    | McLaren-Mercedes             | 1:30,439               | 1:30,122               | 1:29,458               | 2       |
| 3                    | 4  | Lando Norris     | McLaren-Mercedes             | 1:30,063               | 1:30,296               | 1:29,493               | 3       |
| 4                    | 16 | Charles Leclerc  | Ferrari                      | 1:30,393               | 1:29,940               | 1:29,542               | 4       |
| 5                    | 11 | Sergio Pérez     | Red Bull Racing-Honda RBPT   | 1:30,652               | 1:29,965               | 1:29,650               | 5       |
| 6                    | 55 | Carlos Sainz Jr. | Ferrari                      | 1:30,651               | 1:30,067               | 1:29,850               | 6       |
| 7                    | 44 | Lewis Hamilton   | Mercedes                     | 1:30,811               | 1:30,040               | 1:29,908               | 7       |
| 8                    | 63 | George Russell   | Mercedes                     | 1:30,811               | 1:30,268               | 1:30,219               | 8       |
| 9                    | 22 | Yūki Tsunoda     | AlphaTauri-Honda RBPT        | 1:30,733               | 1:30,204               | 1:30,303               | 9       |
| 10                   | 14 | Fernando Alonso  | Aston Martin Aramco-Mercedes | 1:30,971               | 1:30,465               | 1:30,560               | 10      |
| 11                   | 40 | Liam Lawson      | AlphaTauri-Honda RBPT        | 1:30,425               | 1:30,508               |                        | 11      |
| 12                   | 10 | Pierre Gasly     | Alpine-Renault               | 1:30,843               | 1:30,509               |                        | 12      |
| 13                   | 23 | Alexander Albon  | Williams-Mercedes            | 1:30,941               | 1:30,537               |                        | 13      |
| 14                   | 31 | Esteban Ocon     | Alpine-Renault               | 1:30,960               | 1:30,586               |                        | 14      |
| 15                   | 20 | Kevin Magnussen  | Haas-Ferrari                 | 1:30,976               | 1:30,665               |                        | 15      |
| 16                   | 77 | Valtteri Bottas  | Alfa Romeo-Ferrari           | 1:31,049               |                        |                        | 16      |
| 17                   | 18 | Lance Stroll     | Aston Martin Aramco-Mercedes | 1:31,181               |                        |                        | 17      |
| 18                   | 27 | Nico Hülkenberg  | Haas-Ferrari                 | 1:31,299               |                        |                        | 18      |
| 19                   | 24 | Zhou Guanyu      | Alfa Romeo-Ferrari           | 1:31,398               |                        |                        | 19      |
| 107% czasu: 1:36,169 |    |                  |                              |                        |                        |                        |         |
| NS                   | 2  | Logan Sargeant   | Williams-Mercedes            | –                      |                        |                        | PL      |
| Źródło: FIA          |    |                  |                              |                        |                        |                        |         |

### Wyścig
| P           | Nr | Kierowca         | Konstruktor                  | Okr. | Czas                       | Start | +/−       | Punkty |
| ----------- | -- | ---------------- | ---------------------------- | ---- | -------------------------- | ----- | --------- | ------ |
| 1           | 1  | Max Verstappen   | Red Bull Racing-Honda RBPT   | 53   | 1:30:58,421                | 1     | Bez zmian | 25+1   |
| 2           | 4  | Lando Norris     | McLaren-Mercedes             | 53   | +19,387                    | 3     | 1         | 18     |
| 3           | 81 | Oscar Piastri    | McLaren-Mercedes             | 53   | +36,494                    | 2     | 1         | 15     |
| 4           | 16 | Charles Leclerc  | Ferrari                      | 53   | +43,998                    | 4     | Bez zmian | 12     |
| 5           | 44 | Lewis Hamilton   | Mercedes                     | 53   | +49,376                    | 7     | 2         | 10     |
| 6           | 55 | Carlos Sainz Jr. | Ferrari                      | 53   | +50,221                    | 6     | Bez zmian | 8      |
| 7           | 63 | George Russell   | Mercedes                     | 53   | +57,659                    | 8     | 1         | 6      |
| 8           | 14 | Fernando Alonso  | Aston Martin Aramco-Mercedes | 53   | +1:14,725                  | 10    | 2         | 4      |
| 9           | 31 | Esteban Ocon     | Alpine-Renault               | 53   | +1:19,678                  | 14    | 5         | 2      |
| 10          | 10 | Pierre Gasly     | Alpine-Renault               | 53   | +1:23,155                  | 12    | 2         | 1      |
| 11          | 40 | Liam Lawson      | AlphaTauri-Honda RBPT        | 52   | +1 okrążenie               | 11    | Bez zmian |        |
| 12          | 22 | Yūki Tsunoda     | AlphaTauri-Honda RBPT        | 52   | +1 okrążenie               | 9     | 3         |        |
| 13          | 24 | Zhou Guanyu      | Alfa Romeo-Ferrari           | 52   | +1 okrążenie               | 19    | 6         |        |
| 14          | 27 | Nico Hülkenberg  | Haas-Ferrari                 | 52   | +1 okrążenie               | 18    | 4         |        |
| 15          | 20 | Kevin Magnussen  | Haas-Ferrari                 | 52   | +1 okrążenie               | 15    | Bez zmian |        |
| NS          | 23 | Alexander Albon  | Williams-Mercedes            | 26   | NU (uszkodzenia kolizyjne) | 13    |           |        |
| NS          | 2  | Logan Sargeant   | Williams-Mercedes            | 22   | NU (uszkodzenia kolizyjne) | PL    |           |        |
| NS          | 18 | Lance Stroll     | Aston Martin Aramco-Mercedes | 20   | NU (tylne skrzydło)        | 17    |           |        |
| NS          | 11 | Sergio Pérez     | Red Bull Racing-Honda RBPT   | 15   | NU (uszkodzenia kolizyjne) | 5     |           |        |
| NS          | 77 | Valtteri Bottas  | Alfa Romeo-Ferrari           | 7    | NU (uszkodzenia kolizyjne) | 16    |           |        |
| Źródło: FIA |    |                  |                              |      |                            |       |           |        |

### Najszybsze okrążenie
| Nr          | Kierowca       | Konstruktor                | Czas     | Okr. |
| ----------- | -------------- | -------------------------- | -------- | ---- |
| 1           | Max Verstappen | Red Bull Racing-Honda RBPT | 1:34,183 | 39   |
| Źródło: FIA |                |                            |          |      |

### Prowadzenie w wyścigu
| Nr                              | Kierowca         | Konstruktor                | Okrążenia   | Suma |
| ------------------------------- | ---------------- | -------------------------- | ----------- | ---- |
| 1                               | Max Verstappen   | Red Bull Racing-Honda RBPT | 1–16, 19–53 | 51   |
| 4                               | Lando Norris     | McLaren-Mercedes           | 17          | 1    |
| 55                              | Carlos Sainz Jr. | Ferrari                    | 18          | 1    |
| \| Wykres \| \| ------ \| \| \| |                  |                            |             |      |
| Źródło: FIA                     |                  |                            |             |      |
| Wykres                          |                  |                            |             |      |
|                                 |                  |                            |             |      |

## Klasyfikacja po wyścigu

### Kierowcy
| P           | +/−       | Kierowca         | Zgł. | Punkty | P1 | P2 | P3 | PP | NO | NS | NU | NW | WYC |
| ----------- | --------- | ---------------- | ---- | ------ | -- | -- | -- | -- | -- | -- | -- | -- | --- |
| 1           | Bez zmian | Max Verstappen   | 16   | 400    | 13 | 2  | –  | 9  | 7  | –  | –  | –  | –   |
| 2           | Bez zmian | Sergio Pérez     | 16   | 223    | 2  | 4  | 2  | 2  | 2  | 1  | 1  | –  | –   |
| 3           | Bez zmian | Lewis Hamilton   | 16   | 190    | –  | 2  | 3  | 1  | 3  | –  | –  | –  | –   |
| 4           | Bez zmian | Fernando Alonso  | 16   | 174    | –  | 3  | 4  | –  | 1  | –  | –  | –  | –   |
| 5           | Bez zmian | Carlos Sainz Jr. | 16   | 150    | 1  | –  | 1  | 2  | –  | 1  | 1  | –  | –   |
| 6           | Bez zmian | Charles Leclerc  | 16   | 135    | –  | 1  | 2  | 2  | –  | 3  | 3  | –  | –   |
| 7           | 1         | Lando Norris     | 16   | 115    | –  | 4  | –  | –  | –  | –  | –  | –  | –   |
| 8           | 1         | George Russell   | 16   | 115    | –  | –  | 1  | –  | 1  | 2  | 3  | –  | –   |
| 9           | 2         | Oscar Piastri    | 16   | 57     | –  | –  | 1  | –  | 1  | 2  | 2  | –  | –   |
| 10          | 1         | Lance Stroll     | 16   | 47     | –  | –  | –  | –  | –  | 3  | 3  | –  | 1   |
| 11          | 1         | Pierre Gasly     | 16   | 46     | –  | –  | 1  | –  | –  | 1  | 3  | –  | –   |
| 12          | Bez zmian | Esteban Ocon     | 16   | 38     | –  | –  | 1  | –  | –  | 5  | 6  | –  | –   |
| 13          | Bez zmian | Alexander Albon  | 16   | 21     | –  | –  | –  | –  | –  | 3  | 3  | –  | –   |
| 14          | Bez zmian | Nico Hülkenberg  | 16   | 9      | –  | –  | –  | –  | –  | 1  | 1  | –  | –   |
| 15          | Bez zmian | Valtteri Bottas  | 16   | 6      | –  | –  | –  | –  | –  | 2  | 2  | –  | –   |
| 16          | Bez zmian | Zhou Guanyu      | 16   | 4      | –  | –  | –  | –  | 1  | 2  | 2  | –  | –   |
| 17          | Bez zmian | Yūki Tsunoda     | 16   | 3      | –  | –  | –  | –  | –  | 2  | 1  | 1  | –   |
| 18          | Bez zmian | Kevin Magnussen  | 16   | 3      | –  | –  | –  | –  | –  | 1  | 3  | –  | –   |
| 19          | Bez zmian | Liam Lawson      | 4    | 2      | –  | –  | –  | –  | –  | –  | –  | –  | –   |
| 20          | Bez zmian | Logan Sargeant   | 16   | 0      | –  | –  | –  | –  | –  | 3  | 5  | –  | –   |
| 21          | Bez zmian | Nyck de Vries    | 10   | 0      | –  | –  | –  | –  | –  | 1  | 2  | –  | –   |
| 22          | Bez zmian | Daniel Ricciardo | 2    | 0      | –  | –  | –  | –  | –  | –  | –  | –  | –   |
| Źródło: FIA |           |                  |      |        |    |    |    |    |    |    |    |    |     |

### Konstruktorzy
| P           | +/−       | Konstruktor                  | Zgł. | Punkty | P1 | P2 | P3 | PP | NO | NS | NU | NW | WYC |
| ----------- | --------- | ---------------------------- | ---- | ------ | -- | -- | -- | -- | -- | -- | -- | -- | --- |
| 1           | Bez zmian | Red Bull Racing-Honda RBPT   | 32   | 623    | 15 | 6  | 2  | 11 | 9  | 1  | 1  | –  | –   |
| 2           | Bez zmian | Mercedes                     | 32   | 305    | –  | 2  | 4  | 1  | 4  | 2  | 3  | –  | –   |
| 3           | Bez zmian | Ferrari                      | 32   | 285    | 1  | 1  | 3  | 4  | –  | 4  | 4  | –  | –   |
| 4           | Bez zmian | Aston Martin Aramco-Mercedes | 32   | 221    | –  | 3  | 4  | –  | 1  | 3  | 3  | –  | 1   |
| 5           | Bez zmian | McLaren-Mercedes             | 32   | 172    | –  | 4  | 1  | –  | 1  | 2  | 2  | –  | –   |
| 6           | Bez zmian | Alpine-Renault               | 32   | 84     | –  | –  | 2  | –  | –  | 6  | 9  | –  | –   |
| 7           | Bez zmian | Williams-Mercedes            | 32   | 21     | –  | –  | –  | –  | –  | 6  | 8  | –  | –   |
| 8           | Bez zmian | Haas-Ferrari                 | 32   | 12     | –  | –  | –  | –  | –  | 2  | 4  | –  | –   |
| 9           | Bez zmian | Alfa Romeo-Ferrari           | 32   | 10     | –  | –  | –  | –  | 1  | 4  | 4  | –  | –   |
| 10          | Bez zmian | AlphaTauri-Honda RBPT        | 32   | 5      | –  | –  | –  | –  | –  | 3  | 3  | 1  | –   |
| Źródło: FIA |           |                              |      |        |    |    |    |    |    |    |    |    |     |